# Frøken Nitouche
Frk. Nitouche er et dansk lystspil fra 1963, instrueret af Annelise Reenberg og skrevet af Børge Müller. Baseret på operetten Mam'zelle Nitouche med Henri Meilhac og Albert Millaud som tekstforfattere.

## Medvirkende
| Skuespiller            | Karakter          | Funktion                                               |
| Lone Hertz             | Charlotte Borg    | Klosterskoleelev                                       |
| Dirch Passer           | Celestin/Floridor | Organist og operettekomponist                          |
| Ebbe Langberg          | Parsberg          | Premierløjtnant ved 27. Husarregiment                  |
| Hans Kurt              | Alfred Schmuck    | Ritmester ved 27. Husarregiment                        |
| Else-Marie Juul Hansen | Karoline          | priorinde - Alfreds søster                             |
| Malene Schwartz        | Corinna           | primadonna ved teatret                                 |
| Paul Hagen             | Rasmus            | ritmesterens oppasser                                  |
| Ove Sprogøe            | Ferdinand Piper   | teaterdirektør                                         |
| Tove Wisborg           |                   | Skuespillerinde                                        |
| Beatrice Palner        |                   | Skuespillerinde                                        |
| Lili Heglund           |                   | Priorindens højre hånd                                 |
| Hugo Herrestrup        |                   | Løjtnant ved 27. Husarregiment                         |
| Arne Seldorf           |                   | Løjtnant ved 27. Husarregiment                         |
| Gunnar Bigum           |                   | Scenemester                                            |
| Gyda Hansen            |                   | Stuepige på teatret                                    |
| Annette Blichmann      |                   | Klosterskoleelev der siger, Charlotte er inde og synge |
| Susanne Heinrich       |                   | Klosterskoleelev                                       |
| Tine Blichmann         |                   | Klosterskoleelev                                       |
| Mette von Kohl         | Miss Potter       | engelsklærerinde på klostret                           |
| Per Sessingø           |                   | 1.husar der strigler hest                              |
| Knud Rasmussen         |                   | 2.husar der strigler hest                              |
| Ole Søgaard            |                   | 3.husar der strigler hest                              |
| Jens Due               |                   | 4.husar der strigler hest                              |
| Ole Ishøy              |                   | Tinsoldat for Corinna                                  |
| Vagn Kramer            |                   |                                                        |
| Katy Bødtger           |                   | Stemme til Lone Hertz sange                            |
| Birte Lundsgaard       |                   | Klosterskoleelev der reder Charlottes hår              |
| Christian Brochorst    |                   | Krovært                                                |

## Eksterne links
- Frøken Nitouche på Internet Movie Database (engelsk)
- Frøken Nitouche på Filmdatabasen
- Frøken Nitouche på danskefilm.dk
- Frøken Nitouche på danskfilmogtv.dk
- Frøken Nitouche i Svensk Filmdatabas (svensk)
- Frøken Nitouche på The Movie Database (engelsk)